# 温泉

岩石を湯船とした露天風呂
由布院温泉

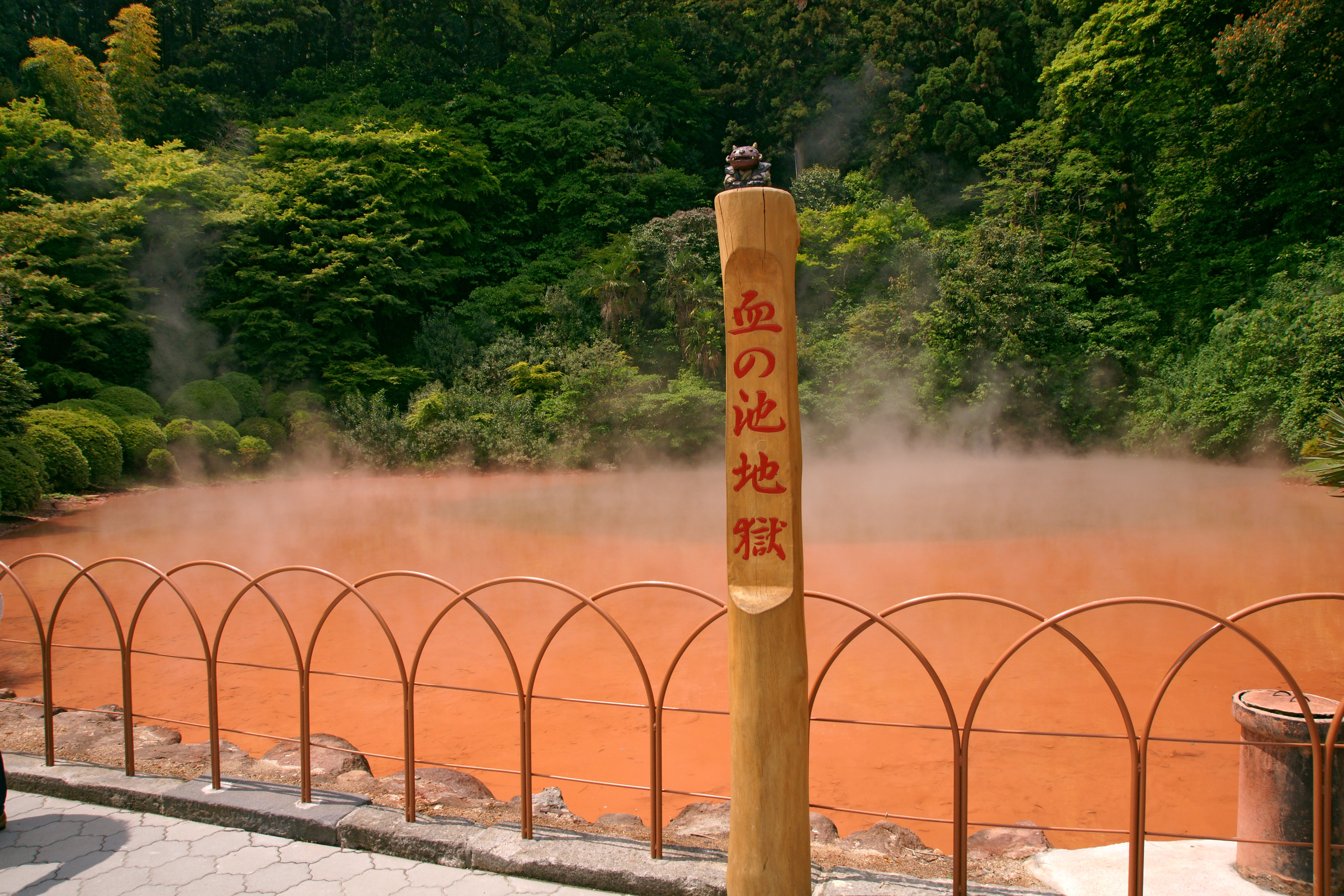
血の池地獄
名勝・別府の地獄

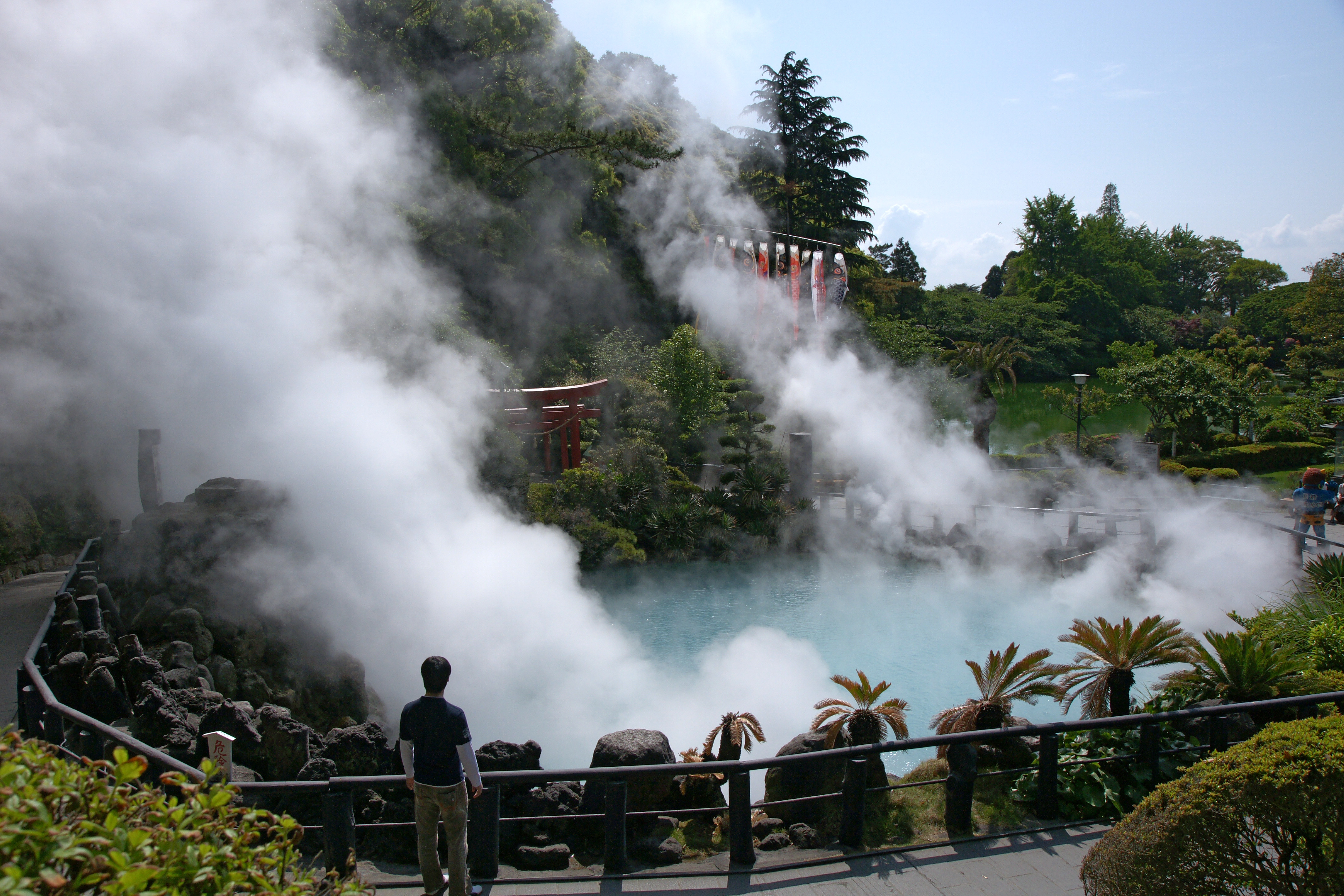
海地獄
名勝・別府の地獄

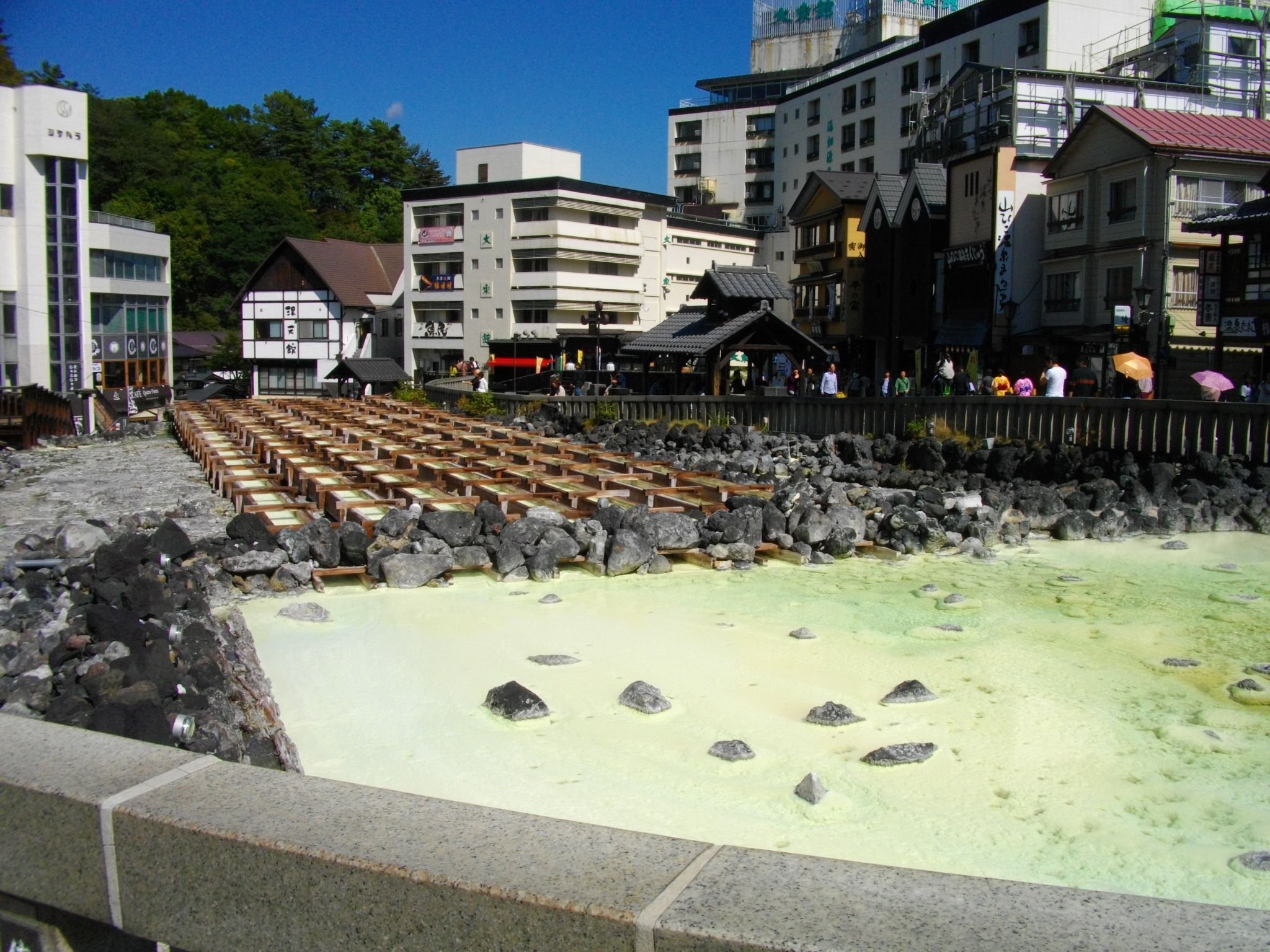
湯畑
草津温泉

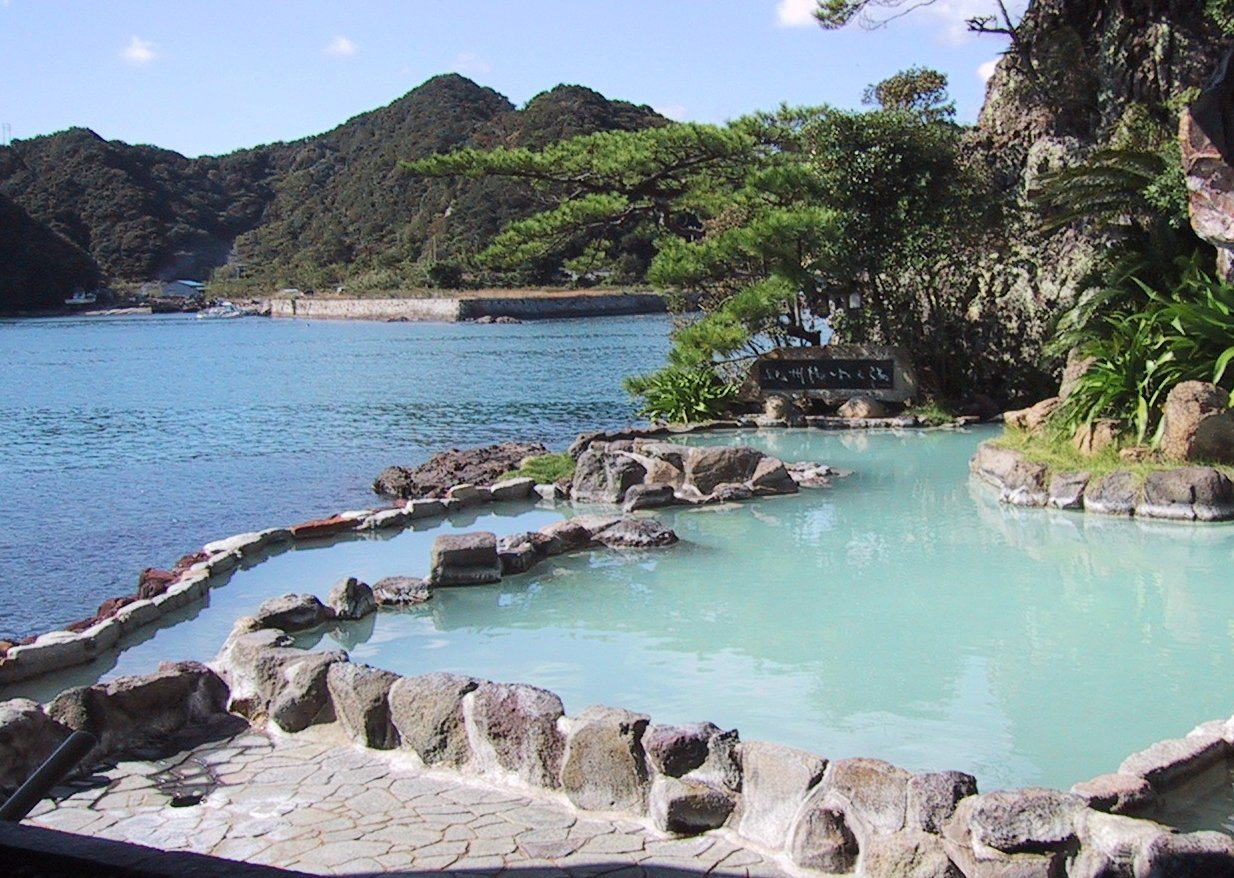
ホテルの露天風呂
南紀勝浦温泉

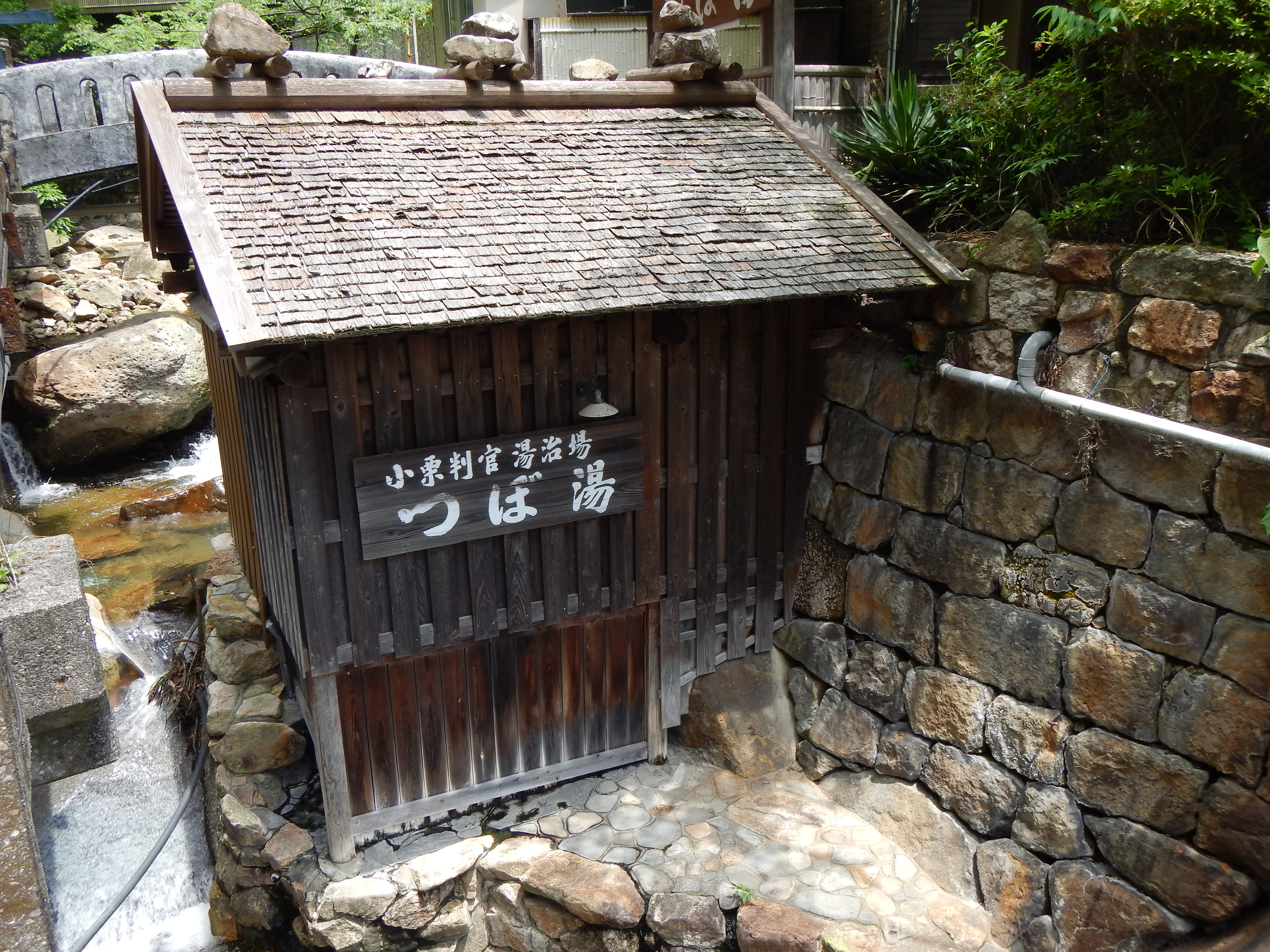
共同浴場
湯の峰温泉

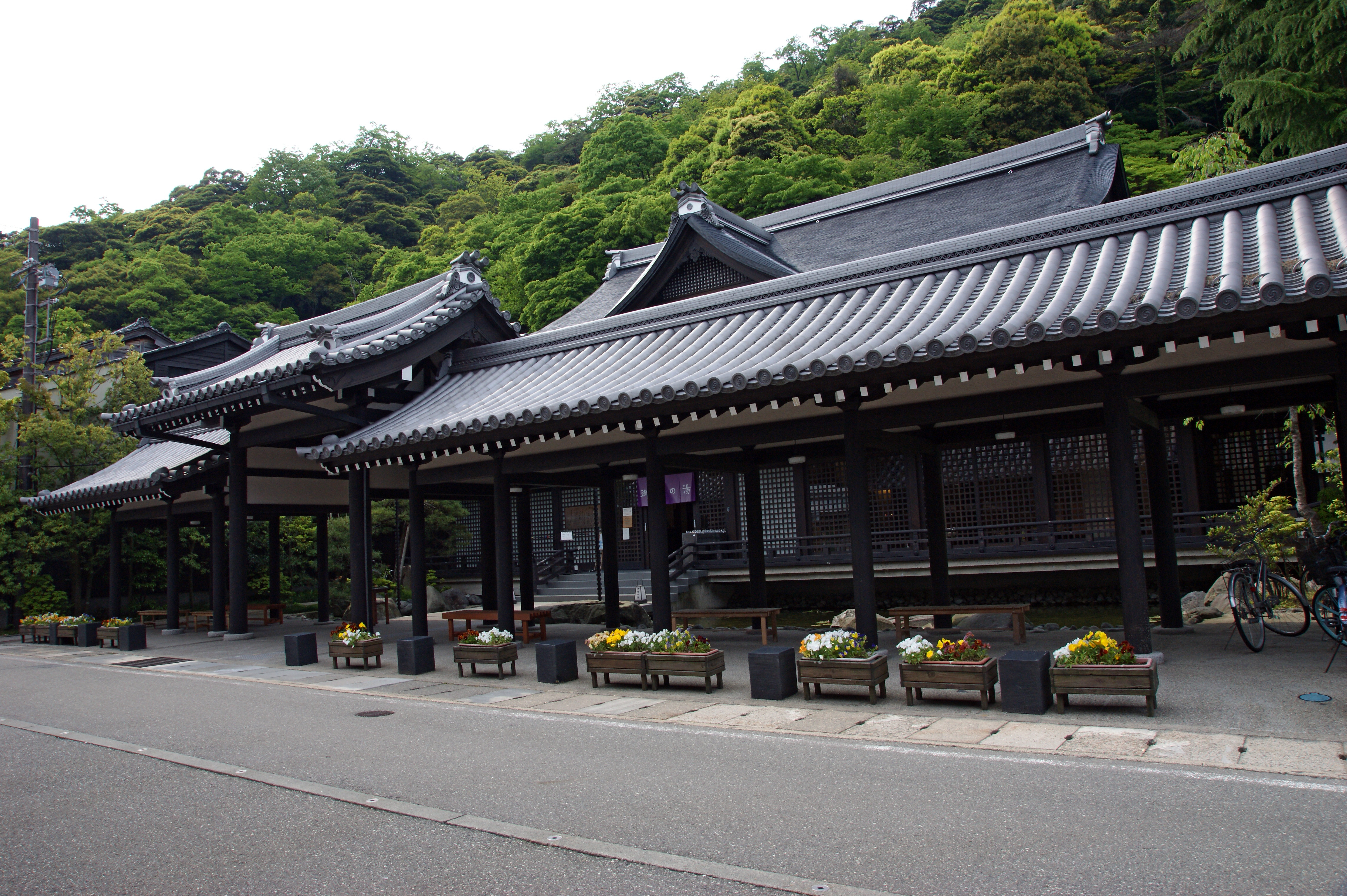
外湯
城崎温泉御所の湯

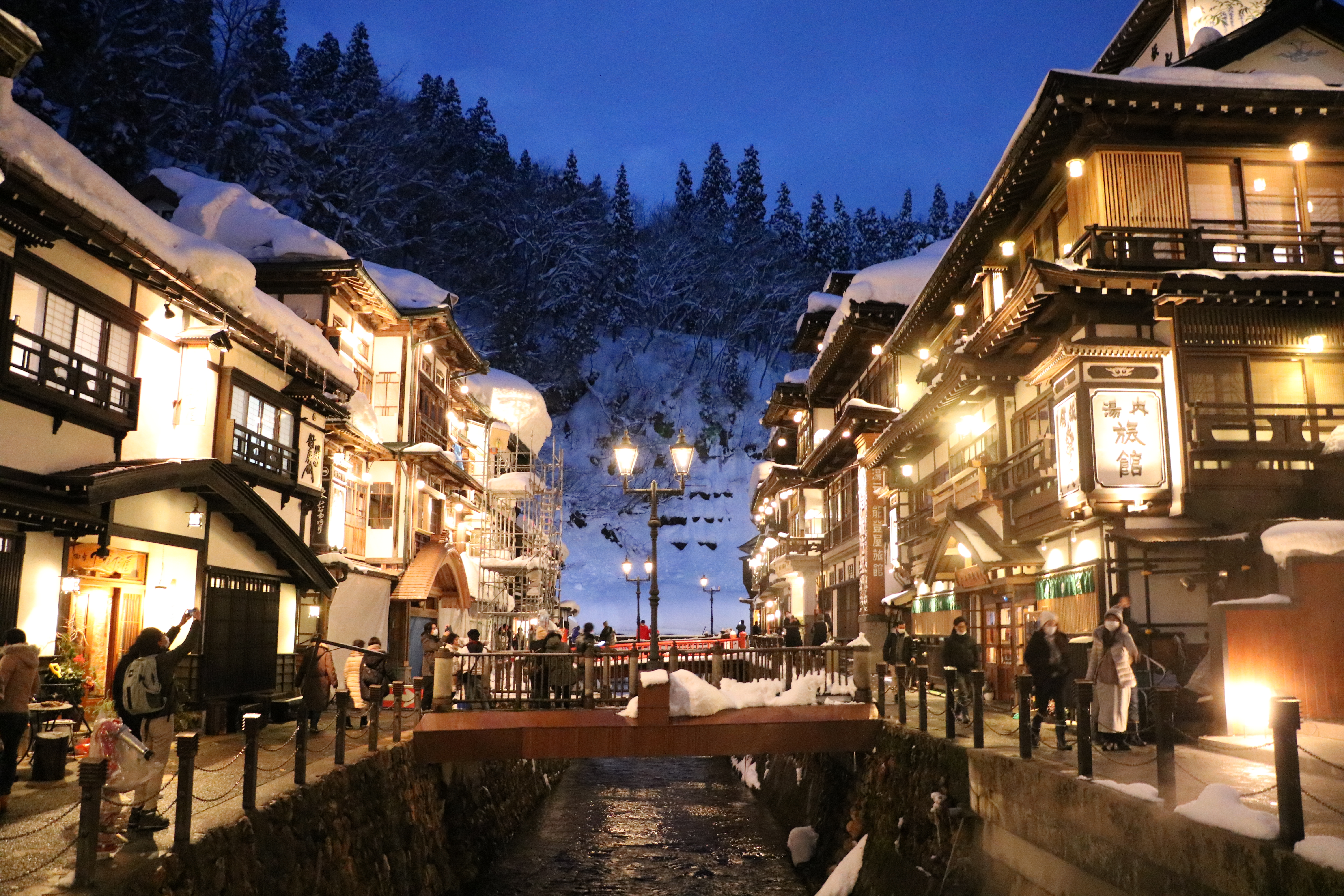
温泉街
銀山温泉

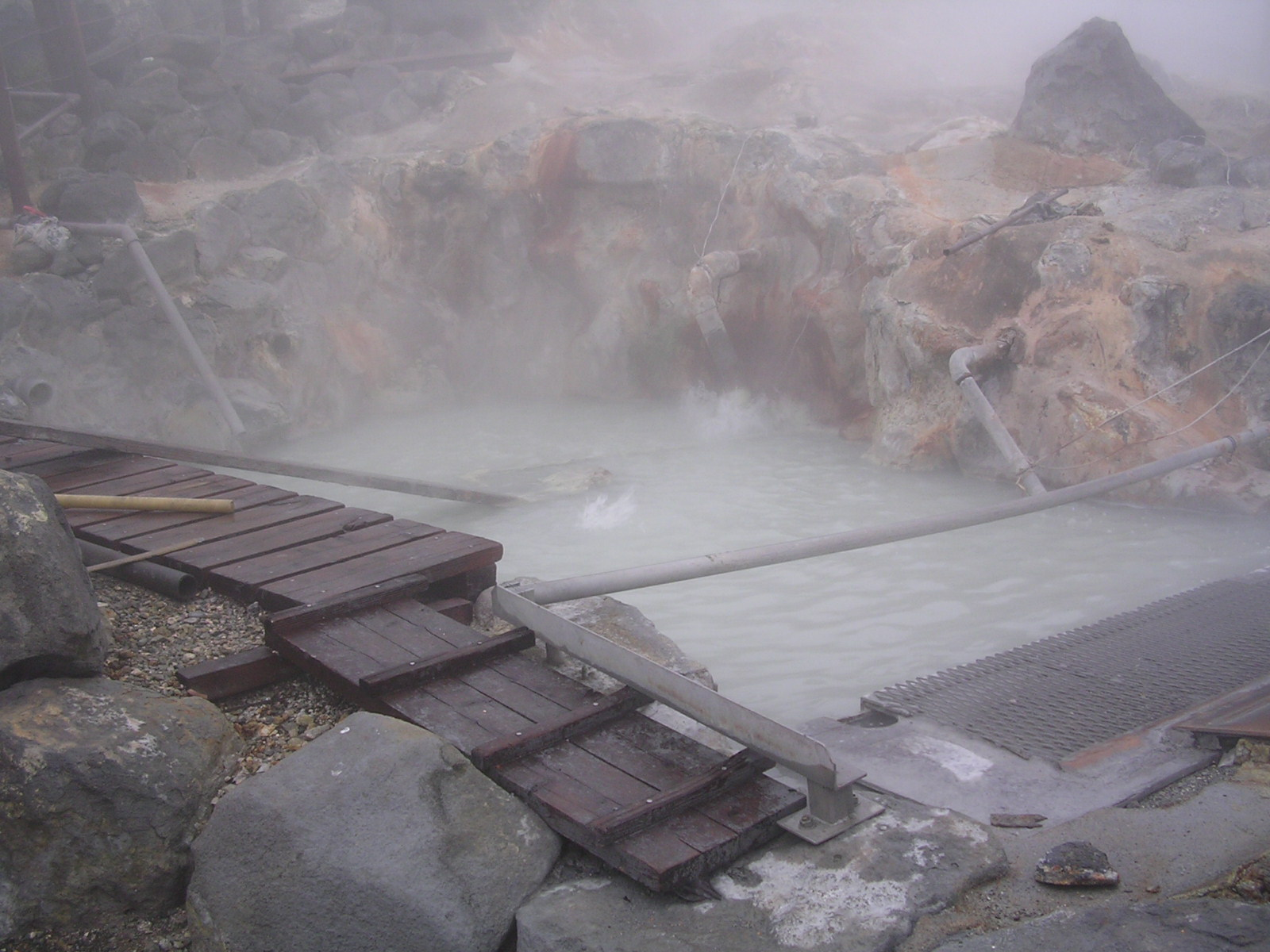
山の温泉
大涌谷温泉

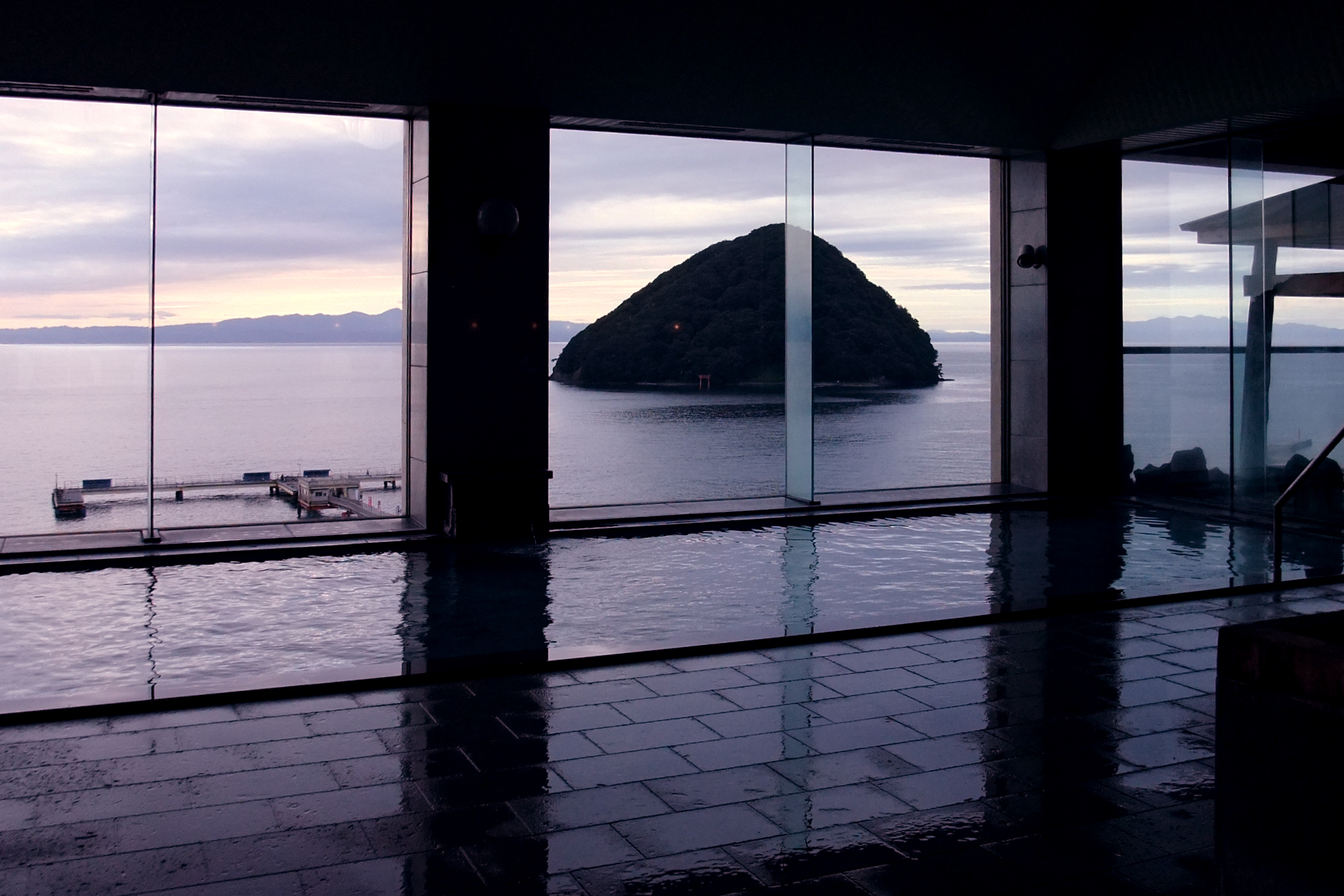
展望温泉浴場
浅虫温泉

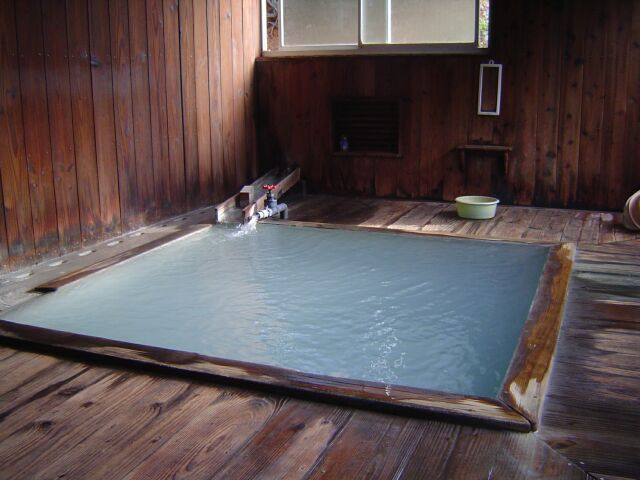
温泉を利用した風呂
大深温泉

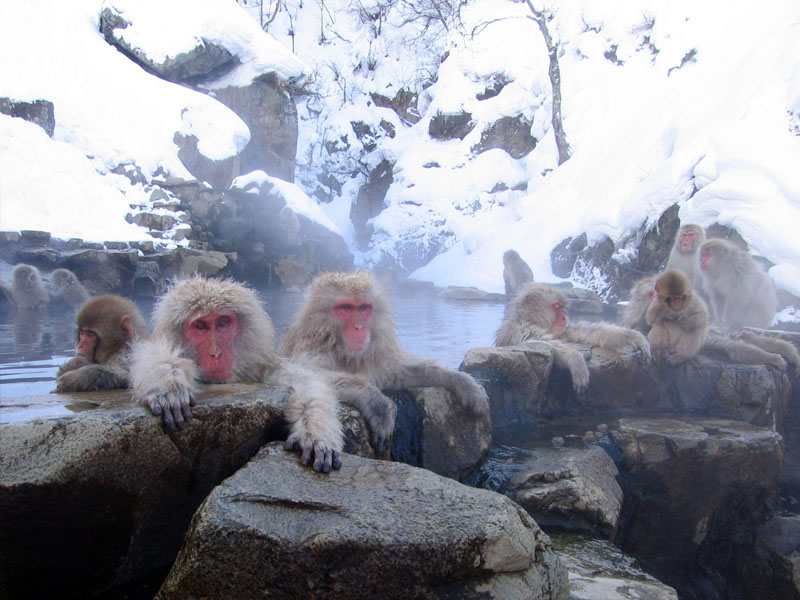
入浴中のニホンザル
地獄谷野猿公苑

温泉（おんせん）は、地中から湯（熱水泉）が湧き出している現象や場所、湯そのものを示す用語である。その熱水泉を用いた入浴施設やそれらが集まった地域（温泉街、温泉郷）も一般に温泉と呼ばれる。人工温泉と対比して「天然温泉」と称する場合もある。
熱源で分類すると、火山の地下のマグマを熱源とする火山性温泉と、火山とは無関係に地熱などにより地下水が加温される非火山性温泉に分けられる。含まれる成分により、様々な色、におい、効能の温泉がある。
広義の温泉（法的に定義される温泉）：日本の温泉法の定義では、必ずしも水の温度が高くなくても、普通の水とは異なる天然の特殊な水（鉱水）やガスが湧出する場合に温泉とされる（後節の「温泉の定義」を参照）。温泉が本物か否かといわれるのは、温泉法の定義にあてはまる「法的な温泉」であるのかどうかを議論する場合が一般的である（イメージに合う合わないの議論でも用いられる場合がある）。
湧出している熱水泉を、温かく感じるか冷たく感じるかは、個人差や環境に左右される面があり、世界各地ではその国の一年の平均気温を基準として、「温泉」とするかどうかの温度が定められている。日本では温泉法によって25度となっている。他国では、南アフリカでは25度、アメリカ合衆国では華氏70度（摂氏21.1度に相当）、イギリス・フランス・ドイツでは20度が基準である。

## 温泉の成り立ち
地熱で温められた地下水が自然に湧出するものと、ボーリングによって人工的に湧出あるいは揚湯されるもの（たとえ造成温泉でも）どちらも、温泉法に合致すれば温泉である。温泉を熱源で分類すると、火山の地下のマグマを熱源とする火山性温泉と、火山とは無関係の非火山性温泉に分けられる。非火山性温泉はさらに、地下深くほど温度が高くなる地温勾配に従って高温となったいわゆる深層熱水と、熱源不明のものに分けられる。また特殊な例として、古代に堆積した植物が亜炭に変化する際の熱によって温泉となったモール泉が北海道の十勝川温泉などに存在する。
火山性温泉は当然ながら火山の近くにあり、火山ガス起源の成分を含んでいる。深層熱水は平野や盆地の地下深部にあってボーリングによって取り出されることが多く、海水由来の塩分や有機物を含むことがある。
非火山性温泉の中には通常の地温勾配では説明できない高温のものがあり（有馬温泉、湯の峰温泉、松之山温泉など）、その熱や成分の起源についていくつかの説が提案されているが、いずれも仮説の段階である。
飛越地震後に新たに泉温70度の温泉が噴き出した立山の新湯や東日本大震災後に泉温が上昇した割石温泉など地震による温泉の変動が見られることがある。

## 温泉の定義
日本では温泉は温泉法と環境省の鉱泉分析法指針で定義されている。

### 温泉の要素
温泉には以下の要素がある。
泉温
泉温は湧出口（通常は地表）での温泉水の温度とされる。泉温の分類としては鉱泉分析法指針では冷鉱泉・微温泉・温泉・高温泉の4種類に分類される。
泉温の分類は、国や分類者により名称や泉温の範囲が異なるため、世界的に統一されているというわけではない。
溶解成分（泉質）
水（湯）以外の溶解成分は人為的に定められた規定に基づき分類される。日本では温泉法及び鉱泉分析法指針で規定されている。鉱泉分析法指針では、鉱泉の中でも治療の目的に供しうるものを特に療養泉と定義し、特定された八つの物質について更に規定している。溶解成分の分類は、温泉1kg中の溶存物質量によりなされる。
湧出量
湧出量は地中から地表へ継続的に取り出される水量であり、動力等の人工的な方法で汲み出された場合も含まれる。
温泉の三要素は温泉の特徴を理解するために有益であるが、詳しくは物理的・化学的な性質等に基づいて種々の分類及び規定がなされている。
浸透圧
鉱泉分析法指針では浸透圧に基づき、温泉1kg中の溶存物質総量ないし凝固点（氷点）によって 低張性・等張性・高張性 という分類も行っている。

### 温泉法による温泉の定義
日本では、1948年（昭和23年）7月10日に温泉法が制定された。この温泉法第2条（定義）によると、温泉とは、以下のうち一つ以上が満たされる「地中からゆう出する温水、鉱水及び水蒸気その他のガス（炭化水素を主成分とする天然ガスを除く。）」と定義されている（法的な定義による広義の温泉）。
1. 泉源における水温が摂氏25度以上。（摂氏25度未満のものは、冷泉または鉱泉と呼ぶことがある）
2. 水温にかかわらず、以下の成分のうち、いずれか1つ以上のものを含む。（含有量は1kg中）
  1. 溶存物質（ガス性のものを除く。） 総量1,000mg以上
  2. 遊離炭酸 (CO2) 250mg以上
  3. リチウムイオン (Li+) 1mg以上
  4. ストロンチウムイオン (Sr2+) 10mg以上
  5. バリウムイオン (Ba2+) 5mg以上
  6. フェロ又はフェリイオン (Fe2+,Fe3+) 10mg以上
  7. 第一マンガンイオン (Mn2+) 10mg以上
  8. 水素イオン (H+) 1mg以上
  9. 臭素イオン (Br-) 5mg以上
  10. 沃素イオン (I-) 1mg以上
  11. フッ素イオン (F-) 2mg以上
  12. ヒ酸水素イオン (HAsO42-) 1.3mg以上
  13. メタ亜ひ酸 (HAsO2) 1mg以上
  14. 総硫黄 (S) [HS-,S2O32-,H2Sに対応するもの] 1mg以上
  15. メタホウ酸 (HBO2) 5mg以上
  16. メタけい酸 (H2SiO3) 50mg以上
  17. 重炭酸ソーダ (NaHCO3) 340mg以上
  18. ラドン (Rn) 20×10-10Ci以上
  19. ラジウム塩 (Raとして) 1億分の1mg以上

### 鉱泉分析法指針による分類
環境省の定める鉱泉分析法指針では「常水」と「鉱水」を区別する。湧出時の温度が摂氏25度以上であるか、または指定成分が一定の値以上である場合、これを「鉱水」と分類する（「鉱泉」および「泉質」も参照）。
泉温
湧出または採取したときの温度により以下の四種類に分類される。
1. 冷鉱泉 - 摂氏25度未満
2. 微温泉 - 泉摂氏25度以上摂氏34度未満
3. 温泉 - 摂氏34度以上摂氏42度未満（狭義の温泉）
4. 高温泉 - 摂氏42度以上

液性の分類 - pH値
湧出時のpH値による分類
1. 酸性 - pH3未満
2. 弱酸性 - pH3以上6未満
3. 中性 - pH6以上7.5未満
4. 弱アルカリ性 - pH7.5以上8.5未満
5. アルカリ性 - pH8.5以上

浸透圧の分類
溶存物質総量および凝固点（氷点）による分類
1. 低張性 - 溶存物質総量 8g/kg未満、氷点-0.55℃以上
2. 等張性 - 溶存物質総量 8g/kg以上10g/kg未満、氷点-0.55℃未満-0.58℃以上
3. 高張性 - 溶存物質総量 10g/kg以上、氷点-0.58℃未満

#### 療養泉
鉱泉分析法指針では、治療の目的に供しうる鉱泉を特に療養泉と定義し、特定された八つの物質について更に規定している。
泉源の温度が摂氏25度以上であるか、温泉1kg中に以下のいずれかの成分が規定以上含まれているかすると、鉱泉分析法指針における療養泉を名乗ることができる。
- 溶存物総量（ガス性のものを除く） - 1,000mg
- 遊離二酸化炭素 - 1,000mg
- 総鉄イオン（Fe2++Fe3+） - 20mg
- I- - 10mg
- H+ - 1mg
- 総硫黄 [HS-,S2O32-,H2Sに対応するもの] - 2mg
- Rn - 111Bq

さらに療養泉は溶存物質の成分と量により以下のように分類される。
1. 塩類泉 - 溶存物質量（ガス性物質を除く）1g/kg以上
2. 単純温泉 - 溶存物質量（ガス性物質を除く）1g/kg未満かつ湯温が摂氏25度以上
3. 特殊成分を含む療養泉 - 特殊成分を一定の値以上に含むもの

### 資料
- 鉱泉分析法指針 - 平成14年版

## 温泉の種類

### 療養泉
療養泉はその含有成分によって分類がなされる。またその名称も掲示用泉質名、旧泉質名、新泉質名など3種類存在する。以下は掲示用泉質名の分類である。温泉の種類は「泉質」も参照のこと。なお、各泉質に記載の効能はあくまで目安で、効果を万人に保証するものではないことに注意する必要がある。
- 単純温泉 - 鉱物分・ガス分の含有量が少ない温泉（温泉1kg中に1g未満）。刺激が少なく肌にやさしい。無色透明で無味無臭。
- 塩類泉 - 溶存物質量（ガス性物質を除く）を1g/kg以上含有しているもの。温度不問。
- 二酸化炭素泉 - 温泉水1kg中に遊離炭酸1g以上を含む温泉。炭酸泉ともいう。
- 炭酸水素塩泉 - アルカリ性の湯。重曹泉、重炭酸土類泉に分類される。
- 塩化物泉　-温泉水1kg中の含有成分が1g以上あり、陰イオンの主成分が塩素イオンの温泉。
- 硫酸塩泉　- 硫酸塩が含まれる。苦味のある味。芒硝泉、石膏泉、正苦味泉に分かれる。温泉入浴を禁じられている人以外にはこれといった弊害のない無難な泉質である。
- 含鉄泉 - 温泉水1kg中に総鉄イオンを20mg以上含む温泉。水中の鉄分が空気に触れて酸化されるため、茶褐色を呈する。
- 含ヨウ素泉 - 温泉水1kg中にヨウ素イオンを10mg以上含む温泉。
- 硫黄泉 - 温泉水1kg中に総硫黄を2mg以上含む温泉。白濁して卵の腐ったような臭いがある。
- 酸性泉 - 多量の水素イオンを含有する温泉。多くの場合、遊離した硫酸・塩酸などの形で含まれる。刺激が強く、殺菌効果が高い。
- 放射能泉 - 温泉水1kg中にラドンを3ナノキュリー（111ベクレル）以上含む温泉。

#### 特殊成分を含む療養泉
特殊成分を一定の値以上に含むもの。温度は不問。

### 療養泉でない温泉
温泉法で定められた温泉の定義には当てはまるが、上記11種の分類に収まらない温泉（鉱泉）も有る。具体的には、湧出温度25℃未満であり、含有成分が1,000mg/kg以上含んでいる、またはメタケイ酸・メタほう酸などは規定量以上含んでいるが、療養泉の指定成分を規定量以上含まない温泉である。これらは泉質分類ができず便宜上の通称として“温泉法上の温泉”、“含フッ素泉”、“メタほう酸泉”、“メタケイ酸泉”、“単純泉”、“冷鉱泉”などとその特性に応じて名づけられる。正式な適応症の掲示はできないが、加温して温浴する場合は一般的適応症と同様の効能が期待できる。

## 提供形態

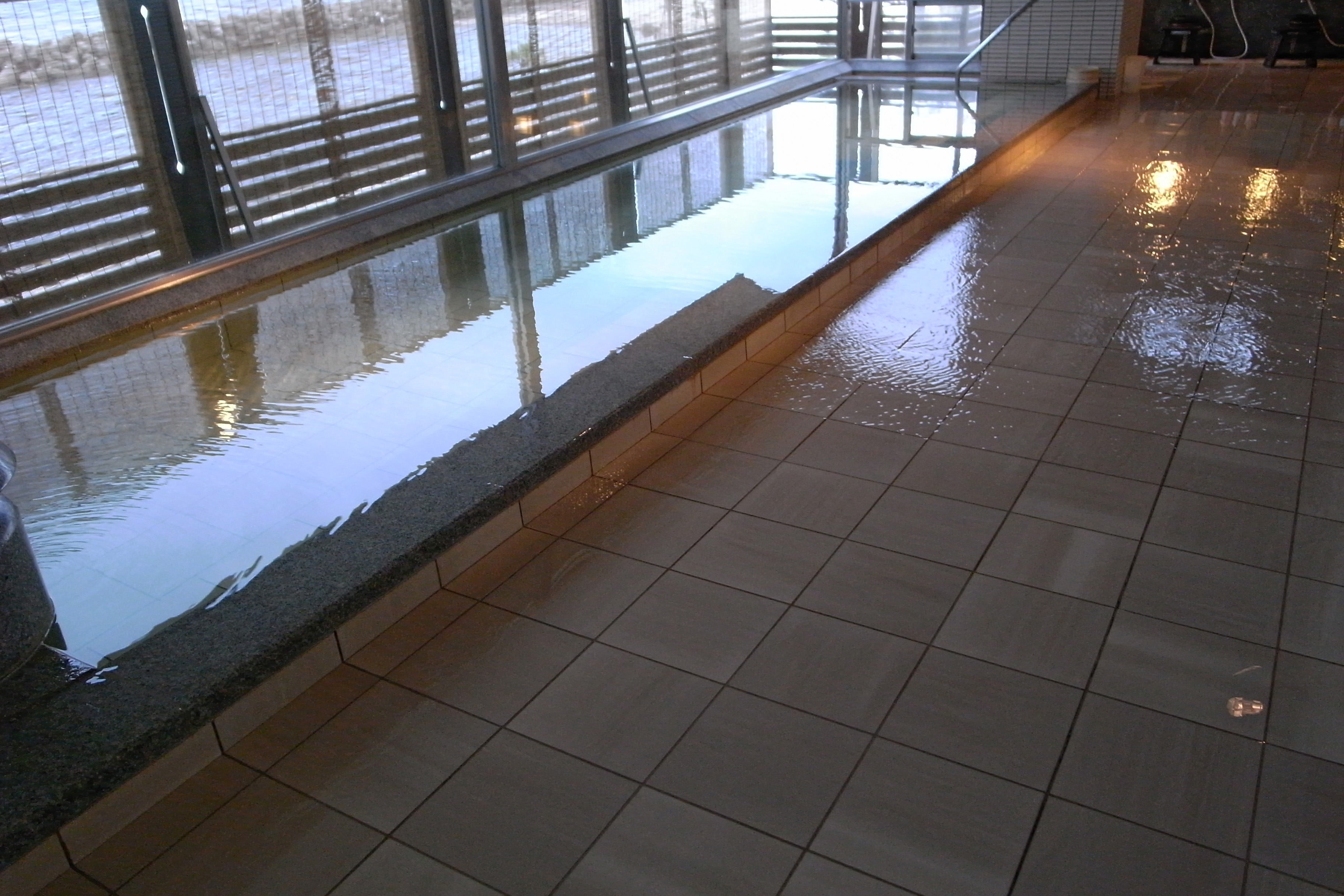
掛け流し（皆生温泉）

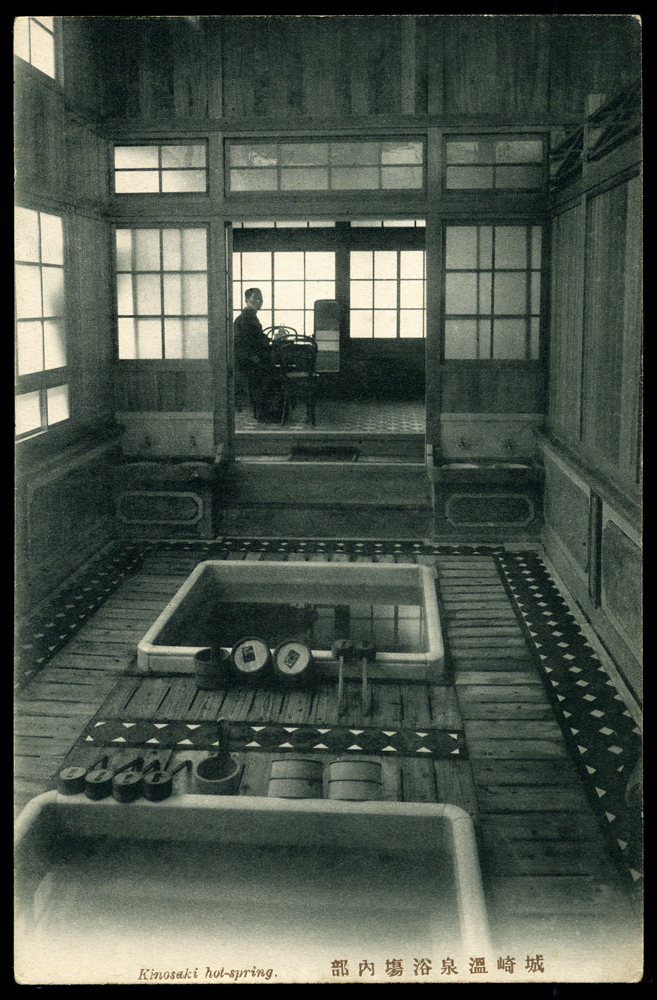
城崎温泉絵葉書明治時代

一旦浴槽に注いだ湯を再注入するか否かで循環式と掛け流しに分類される。循環式においては、一度利用した湯を濾過・加熱処理をした上で再注入している。近年掛け流しを好む利用者の嗜好により、「源泉かけ流し」等のキャッチコピーで宣伝しているところもある。

### さまざまな湯温
- 時間湯 - 草津温泉（高温浴（摂氏42度以上））
- ぬる湯/持続湯 - 不感温度浴（摂氏34-37度）、微温浴（摂氏37-39度）
- 冷泉浴 - 増富温泉（山梨県）、寒の地獄温泉（大分県）

### さまざまな入浴法
一般的な大浴場や一人～少人数向け湯船・浴槽、露天風呂以外に多様な入浴やそれに近い温泉の利用法がある。
- 打たせ湯 - うたせ大浴場（大分県の筋湯温泉）、ひょうたん温泉（大分県の鉄輪温泉）
- 立ち湯 - 鉛温泉（岩手県）
- 寝湯 - 湯之谷温泉郷
- 足湯 - 各所、屋外で無料のものも多い。道の駅たるみず（鹿児島県）に設置されているものが日本最長。
- 蒸し湯
  - 石室 - 鉄輪むし湯（生薬の石菖を敷き詰める：大分県の鉄輪温泉）
  - 箱むし - 後生掛温泉（秋田県）
  - まんじゅうふかし - 酸ヶ湯温泉（青森県）
- 砂湯 - 槻沢温泉「砂ゆっこ」（岩手県西和賀町の湯田温泉峡）、指宿温泉（鹿児島県）、竹瓦温泉（大分県の別府温泉）、別府海浜砂湯（大分県の亀川温泉上人ヶ浜）
- 岩盤浴 - 玉川温泉（秋田県）
- 泥湯 - 温泉保養ランド（大分県明礬温泉）、すずめの湯（熊本県地獄温泉）、三朝温泉（鳥取県）、後生掛温泉（秋田県）
- 飲泉 - 各所、禁忌の場合もあるので、飲む場合は注意が必要。

### 濃縮温泉水
家庭などでも温泉水を楽しめるようにと、温泉水を濃縮したものが各社より販売されており、浴槽の湯に濃縮温泉水を適量混ぜて入浴する。濃縮温泉水の製造には、蒸発・超音波霧化分離を利用した装置がある。

## 温泉と医療
湯を使う風呂が一般的でなく、衛生に関する知識や医療が不十分であった時代には、温泉は怪我や病気に驚くべき効能がある、ありがたい聖地であった。各温泉の起源伝説には、鹿や鶴や鷺（サギ）などの動物が傷を癒した伝説や、施浴などを通して入浴を奨励する仏教の影響で弘法大師等高名な僧侶が発見した伝説が多い。このような場所は寺や神社が所有していたり、近隣の共同体の共有財産であったりした。
明治時代になると温泉の科学的研究も次第に盛んになった。昭和以降は温泉医学及び分析化学の進歩によって温泉の持つ医療効果が実証され、温泉の利用者も広範囲に渡った。
1931年（昭和6年）、九州大学が豊富な温泉資源に恵まれた別府温泉に温泉治療学研究所を設置したのをはじめ、温泉療法の研究が国立6大学に広がり盛んになった。1935年（昭和10年）には日本温泉気候学会が設立され、温泉気候およびその医学的応用に関する学術的研究が進む。日本温泉気候学会から改称された日本温泉気候物理医学会は、温泉療法医・温泉療法専門医の認定を行っている。三朝温泉ではラジウムの効能に目を付けて1939年（昭和14年）に温泉療養所が設けられるなど、温泉と近代医学を結びつける温泉療法の研究が行われてきた。また太平洋戦争後は原子爆弾被爆者別府温泉療養研究所が開設され、被爆者援護においても温泉療法の研究が行われた。
昭和29年に、厚生省が温泉で良い影響を与える一般的適応症、逆に身体に悪い影響を与える禁忌症、入浴又は飲用上の注意を策定した。
日本の環境省は、温泉法第18条などで、温泉の効用に当たる「適応症」と、逆に温泉に入ることで病状が悪化する可能性のある「禁忌症」を定めている。かつて妊娠中の女性が温泉に入ると、流産や早産を招くという意見があったが、科学的根拠は無く、妊婦が温泉に入っても健康上の問題はないとされる。
適応症・禁忌症
適応症とは、筋肉痛やうつ病などの温泉で改善される症状
禁忌症とは、結核、悪性腫瘍、心臓病などで温泉に入ると症状が悪化するものを指す。
感染症
レジオネラ症によって温泉施設が営業停止になる場合がある。
温泉と健康
予防医学などの観点から全国の温泉地で色々な取り組みがなされている。一例として、湯原温泉（岡山県真庭市）では病院と温泉宿泊施設が連携した「人間ドック付宿泊プラン」（湯けむりドック）を実施するなど、町ぐるみで温泉を健康増進や療養に積極的に利用している。また温泉の泉質によって異なる入浴方法を入浴者にわかりやすく指南できる、市民を育成「温泉指南役」という制度で正しい入浴の仕方を啓蒙している。
いわき湯本温泉近くにある競走馬リハビリテーションセンターの馬の温泉のように、競走馬の湯治として活用されている温泉施設もある。

### 温泉付随ガスによる中毒・窒息死亡
硫化水素中毒
2014年、北海道足寄町の温泉施設で、入浴中の男性が温泉由来の硫化水素により意識不明の重体となった。事故を受けて行われた環境省の全国調査では、4,438施設のうち33施設で国の基準を超える量の硫化水素を検出している。
そのほかにも事故が起きており、二次災害も発生し、作業員全員が亡くなる事故も発生している。
二酸化炭素中毒、酸素欠乏（メタン、窒素、二酸化炭素、水蒸気）
酸素欠乏症により中毒症状や窒息が起きて、死亡する場合もある。

### 健康の関連項目
- 湯あたり（湯中り) - 空腹や長時間の入浴で低血糖症、脱水症や血流の変化、自立神経の変調等により一時的にあらわれる体調不良[13][14][15]。
- 起立性低血圧 - 体の毛細血管が広がって脳への血流が低下して、さらに立ち上がることで更に脳への血流が低下することで立ち眩みなどが起きる[16]。
- 湯かぶれ - 温泉に入ることで金属や植物のアレルギーなどで発疹や炎症が起きる[17]。
- 湯ただれ - 皮膚や粘膜が弱いと皮膚炎を起こす[5]。
- 湯傷 - 熱湯による火傷[18]。温度調整方法が故障するなどした湯に誤って転落して火傷による死亡例もある[19]。
- ヒートショック現象、浴室熱中症[20]
- Bäderreaktion - ドイツ語で、温泉反応の意。温泉によって起きた症状すべてを表すのに使用される[21]。
- クアオルト - ドイツで医師による医療行為として温泉を利用する医療施設
- ドクターフィッシュ - トルコのカンガルという温泉に生息している魚で、他に食べ物が無いことから人間の角質などを食べて皮膚の病気に良い影響を与えるとされる[22]。その一方、感染症のリスクから利用を禁じている場所もある[23]。
- ハイドロセラピー（英語版）（水治療）
- ビティナのアスクレピアデス（英語版） - 紀元前1世紀に入浴による治療を推奨した[24]。
- Kurarzt（ドイツ語版） - ドイツの医師免許の他に温泉学などの履修をした温泉療法医

## 日本の温泉
環境省によると、日本には2016年度時点で3038の温泉地（源泉数は2万7422）がある。温泉はヨーロッパでは医療行為の一環として位置付けられる側面が強いが、日本では観光を兼ねた娯楽である場合が多い。学校の合宿、修学旅行に取り入れる例も多い。もちろん、湯治に訪れる客も依然として存在する。

### 歴史
日本は火山が多いために火山性の温泉が多く、温泉地にまつわる神話や開湯伝説の類も非常に多い。神話の多くは、温泉の神とされる大国主命と少彦名命にまつわるものである。例えば日本三古湯の一つ道後温泉について、『伊予国風土記』逸文には、大国主命が鶴見岳（現在の大分県別府市）の山麓から湧く「速見の湯」（現在の別府温泉）を海底に管を通して道後温泉へと導き、少彦名命の病を癒したという神話が記載されている。
また、発見の古い温泉ではその利用の歴史もかなり古くから文献に残されている。文献としては『日本書紀』『続日本紀』『万葉集』『拾遺集』などに禊の神事や天皇の温泉行幸などで使用されたとして玉造温泉、有馬温泉、道後温泉、白浜温泉、秋保温泉などの名が残されている。平安時代の『延喜式神名帳』には、温泉の神を祀る温泉神社等の社名が数社記載されている。日本の温泉旅館のうち、「慶雲館」（西山温泉）、「千年の湯 古まん」（城崎温泉）、「法師」（粟津温泉）はいずれも飛鳥時代創業とされており、宿泊施設として世界でも現存最古級である。
六国史に見える温泉の記述
- 日本書紀
  - 舒明天皇3年（631年）9月19日：「幸干摂津国有間温泉」
  - 同年12月13日：「天皇至自温湯」
  - 舒明天皇10年（638年）10月：幸有間温湯宮
  - 大化3年（647年）10月11日：天皇幸有間温湯
  - 斉明天皇3年（657年）9月：有間皇子性黠 陽狂云々 往牟婁温湯為療病（和歌山県南紀白浜温泉）
  - 斉明天皇4年（658年）10月15日：幸紀温湯（和歌山県南紀白浜温泉）
  - 斉明天皇5年（659年）1月3日：天皇至自紀温湯
- 続日本紀
  - 大宝元年（701年）10月8日：車駕至武漏温泉（和歌山県南紀白浜温泉）
- 続日本後紀
  - 承和4年（837年）4月16日：陸奥国言 玉造塞温泉石神 雷響振動（宮城県鳴子温泉）
  - 承和7年（840年）9月8日：以伊予国温泉郡定額寺為天台別院（愛媛県道後温泉）
  - 承和10年（843年）9月5日：奉授陸奥国 无位玉造温泉神（宮城県鳴子温泉）
- 日本三代実録
  - 貞観2年（860年）2月8日：進肥前国温泉神並従五位上（長崎県雲仙温泉）
  - 貞観5年（863年）10月7日：授下野国従五位上勳五等温泉神従四位下（栃木県那須湯本温泉）
  - 貞観9年（867年）2月26日：大宰府言 従五位上火男神 従五位下火売神 二社在豊後国速見郡鶴見山嶺 山頂有三池 一池泥水色青 一池黒 一池赤 去正月廿日池震動 其聲如雷 俄而如流黄 遍満国内 磐石飛乱 上下無数 石大者方丈 小者如甕 晝黒雲蒸 夜炎火熾 沙泥雪散 積於數里 池中元出温泉 泉水沸騰 自成河流 山脚道路 徃還不通 温泉之水 入於衆流 魚醉死者无万數 其震動之聲經歴三日（大分県別府温泉）
  - 貞観11年（869年）2月28日：進下野国従二位勳四等二荒神階加正二位 授従四位下勳五等温泉神従四位上（栃木県那須湯本温泉）
  - 貞観15年（873年）6月26日：授出羽国正六位上酢川温泉神従五位下（山形県蔵王温泉）

鎌倉時代以降になると、それまで漠然として信仰の存在となっていた温泉に対し、医学的な活用が増え、実用的、実益的なものになった。鎌倉中期の別府温泉には大友頼泰によって温泉奉行が置かれ、元寇の戦傷者が保養に来た記録が残っている。さらに戦国時代の武田信玄や上杉謙信は特に温泉の効能に目を付けていたといわれる。
江戸時代頃になると、農閑期に湯治客が訪れるようになり、それらの湯治客を泊める宿泊施設が温泉宿となった。
貝原益軒、後藤艮山、宇田川榕庵らにより温泉療法に関する著書や温泉図鑑といった案内図が刊行されるなどし、この時代は一般庶民が入浴する雑湯と幕吏、代官、藩主が入浴する殿様湯、かぎ湯が区別され、それぞれ「町人湯」「さむらい湯」などと呼ばれていた。各藩では湯役所を作り、湯奉行、湯別当などを置き、湯税を司った。
一般庶民の風習としては正月の湯、寒湯治、花湯治、秋湯治など季節湯治を主とし、比較的決まった温泉地に毎年赴き、疲労回復と健康促進を図った。また、現代も残る「湯治風俗」が生まれたのも江戸時代で、砂湯、打たせ湯、蒸し湯、合せ湯など、いずれもそれぞれの温泉の特性を生かした湯治風俗が生まれた。
そして上総掘りというボーリング技術による源泉の掘削「湯突き」が19世紀末にかけて爆発的に普及した。日本の温泉源泉総数のうちおよそ1/10を抱える大分県別府市では、1879年（明治12年）頃にこの技術が導入されて温泉掘削が盛んとなり、発展した。

### 温泉とレジャー
1929年（昭和4年）から翌年にかけて国民新聞主催で「全国温泉十六佳選」という読者投票イベントが実施され、各地の温泉に関心が注がれた。
箱根温泉（神奈川県足柄下郡箱根町）や熱海温泉（静岡県熱海市）のように交通が便利な地域に形成された大規模な温泉街もあれば、交通の便が悪い山奥などにあるものの泉質や閑静な雰囲気などを求める秘湯めぐりというジャンルもある。
1950年代には、温泉地に向かう鉄道の臨時電車も設定されるなど、戦後の混乱から徐々に脱却し、温泉地に向かう余裕のある客も増えてきたが、さすがに年末年始の時期に温泉に向かう客は少なく、週末に東京から伊豆方面へ温泉客を運んでいた臨時電車「いこい」「いでゆ」（現在の特急踊り子号の前身）が運休する年もあった。
バブル期のリゾートマンションには、天然温泉付きというものもあった（そういった名称ではないものの1960年前後に既に存在したという説もある）。
1997年の多摩テック「クア・ガーデン」（既に閉園）を先駆けとし、テーマパーク（遊園地）に天然温泉施設を併設する動きが2000年代初頭に相次いだ。

### 入浴以外での利用

#### 景観
火山性温泉の周辺には、火山活動に伴う地形や現象などが観光資源になっている例もある（大涌谷や各地の地獄谷など）。成分や湯温などが入浴に適さないなどの理由で、観光客が見て楽しむ熱水泉もあり、別府地獄めぐりや世界各地にある間欠泉が有名である。
地獄谷温泉 (長野県)は人間が泊まる温泉宿以外に、ニホンザルが露天風呂につかる地獄谷野猿公苑があることで日本国外にも知られている。

#### 湯の花などの採取

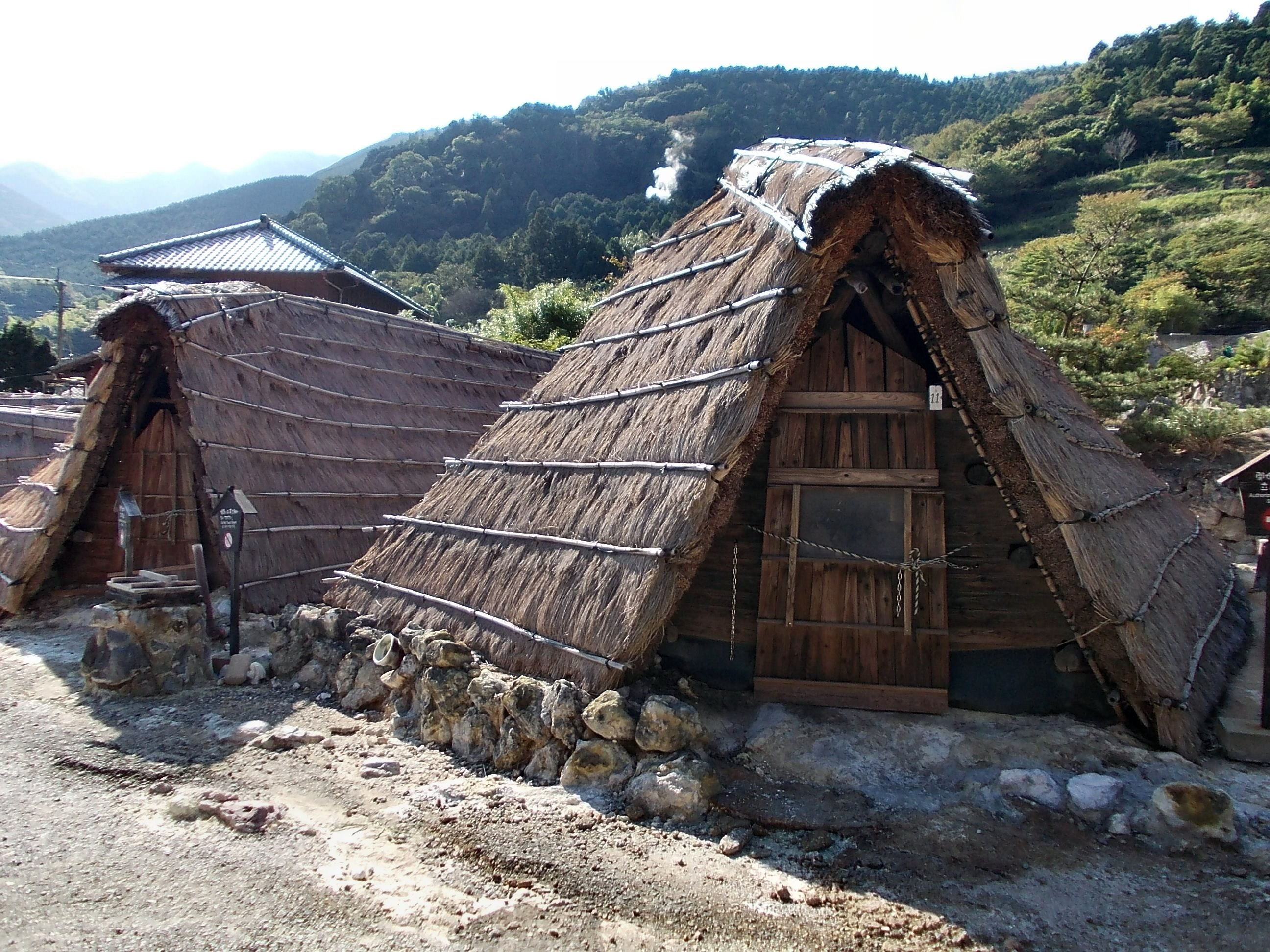
湯の花小屋（明礬温泉）

温泉に含まれる成分が析出・沈殿したものを「湯の花」と呼ぶ。採取して入浴剤などとして販売している温泉地もある。明礬温泉（別府市）の「湯の花小屋」における湯の花からの明礬製造技術は国の重要無形民俗文化財に指定されている。
大塩裏磐梯温泉（福島県）では、濃い食塩泉を煮詰めて製塩（山塩）が行われている。

#### 食品加工などへの利用例
- 地獄蒸し - 別府市の鉄輪温泉が有名。温泉の蒸気熱を利用した地獄釜で魚や野菜を蒸す。成分が逃げないのが特徴。
- 温泉卵 - 高温の源泉につけて卵をゆでる。
- 野沢温泉（長野県）では、収穫後の野沢菜の下ごしらえに利用したり、冬季に凍っている野沢菜をゆでたりするために温泉を用いている。また下ごしらえの場所として共同浴場の湯船を利用することでも知られている。
- 温泉納豆 - 黒石温泉郷や、四万温泉などで見られる。
- 肥料 - 富山県砺波市では、マグネシウムなどミネラル分を含んだ温泉水を肥料として「庄川おんせん野菜」を育てている[29]。

#### 温泉発電
温泉の熱を、アンモニアやフロンなどの水よりも沸点が低いものに与えることで蒸気を発生させ、その蒸気圧によってタービンを回すことで電力を発生させるバイナリー発電が行われている。従来の地熱発電と比べ、開発コストが低い、温泉枯渇のリスクが低い、というメリットがある。長崎県雲仙市や大分県別府市などで運用されている。

#### 温泉泥の利用
- ファンゴティカ - 別府では、多彩な泉質の源泉に見られる色とりどりの温泉泥の利用を大分大学医学部、広島大学、日本文理大学、パドヴァ大学（イタリア）、大分県産業科学技術センターなどが共同で研究して温泉泥美容ファンゴティカが開発されている。

#### その他の温泉熱利用
土湯温泉（福島県）では温泉熱をテナガエビ養殖に、草津温泉（群馬県）では水道水の加温や暖房、道路の融雪に利用している。

## 世界の温泉
世界的に温泉の利用形態は大きく分けて、入浴して体を休める（日本ではこれが主流）、入浴して療養する、入浴して楽しむ（泳ぐなど）、そして飲む（飲泉）、蒸気を利用する（サウナや蒸し風呂）に大別される。入浴して体を休めるのは湿潤な気候を反映した日本独自の文化（例外的にアジアの一部で日本的な入浴が広まっている）であり、世界的には楽しむ、療養する、あるいは飲むもの、蒸すものとして認識されている。だが、今日の日本文化のブームやonsen文化の浸透（後述）によって、日本式の入浴が世界中で拡がっている部分も見られる。
歴史的にみると、温泉は紀元前3000-4000年代にはエジプトで利用されており、エトルリア人は源泉周辺に温泉施設を建設し、鉱泉を調査・管理する制度も持っていた。古代ギリシャ時代にはすでに病気治療のための温泉利用が確立し、温泉の効能の神秘的な力から信仰と結びついて、巡礼と治療の場として発達した。古代ローマ時代には、ホテルと温泉を結びつけた保養施設の建設がさらに進められ、富裕層向けの豪華なリゾート的施設から庶民的なものまで幅広く造られた。温泉町には遊興施設が出現し、娯楽と享楽の場として栄えたが、ローマ帝国の衰退とともに寂れていった。
キリスト教は初期においてローマ的な温泉信仰を根絶するために温泉施設を取り壊し、代わりに教会などのキリスト教施設を建設し、裸体で浴槽に入るのは肉欲にも繋がるとして否定的な態度を取っていた。13世頃になると十字軍により伝えられた東方の浴場情報から温泉の医学的利用が再び始まり、15世紀には共同体が温泉管理に力を入れたことで温泉地は活況を取り戻した。19世紀後半には温泉療養リゾート熱が再燃し、温泉町にカジノや別荘が盛んに建設されるようになり、現在に至っている。

### ヨーロッパ
ヨーロッパの温泉地としては、チェコのカルロヴィ・ヴァリ、イギリスのバース、ベルギーのスパ、ハンガリーのブダペスト、ドイツのバーデン＝バーデンなどが有名である。詳細は後述の項目を参照。
日光浴や空気浴を加えた保養地として発達してきた。現在でも、鉱泉水を飲んだり、決められた時間だけ湯につかり、シャワーを浴びながらマッサージを受けたりすることは医療行為として認められている。
日本の温泉が入浴本位で発展したのに対し、現在のヨーロッパでは特に「温泉を飲む」、すなわち飲泉が温泉文化として深く根付いている。カルルス温泉の由来にもなった有名なカルルスバード（カルロヴィ・ヴァリ）などは飲泉のための温泉地である。
15世紀までは入浴が主であったが、火山帯が少ないため湯量が少なく、また泉温が低かったため、温泉地は発展しなかった。また、風紀の乱れや梅毒やペストなどの伝染病蔓延や宗教的理由による社会背景などにより入浴が身体を害するものとみなされ、入浴という習慣が敬遠されていった（詳しくは「入浴」の項を参照）。一方、ヨーロッパでは飲用水の質が悪く、そのため一部の入浴客は温泉水を飲用していた。これに目を付けた温泉地は瓶詰めにして売り出したところ、大変な評判を呼び、以後は“温泉は飲むもの”、すなわち飲泉が文化として根付いた。有名なエビアンやヴィシーなども温泉水である。なお、日本においても「ウィルキンソン」「ジンジャーエール」など一部の炭酸飲料は初期に炭酸泉水を原料としていた。
またこれにより、温泉水を直に飲用したことで医療効果が鮮明であったことから、飲泉と医学がすぐに結びついた。これは日本の温泉が、流入した西洋医学の崇拝が妨げとなって、しばらく温泉療法が民間療法と見做されて研究が遅れたのとは対称的である（尤も、陸海軍の大規模な傷病者施設のあった別府や、三朝など一部の温泉では温泉病院が設けられたり近隣の大学と結びつき、営々と研究も行われていた）。
今日温泉町として知られるバースやカルルスバートなどは保養地としても発展し、温泉病院や老後施設なども完備する。温泉による保養という点では日本と同じである。また、ホテルやレストランも建てられているが、中に入浴用の温泉は存在せず（ヨーロッパ、特に西欧や東欧は日本ほど湿潤でないことも入浴文化が発展しなかった大きな理由である）、代わりに飲泉場や飲泉バーが設けられている。
対してバーデンバーデンやスパなどのように入浴用として形成された温泉地も少数ながら存在する。しかし、いずれも日本の温泉のように「浸かる」という概念が存在しない。ドイツのバーデンバーデンは温泉としてより、むしろ付随するカジノやブティック、宝石店や高級ホテルなどによるリゾート地として発展した。温泉はサウナやシャワーなどにも利用されるほか、共同浴場が設けられており、温泉水の大浴槽でプール感覚と同様に泳ぐ者も多い（日本ではマナー違反とされる）。また、日本のように裸で入浴するという習慣はなく、水着を着用する。そのために、男湯や女湯と隔てることもない場合が多く、日本の温水プールのような具合で湯に親しむ場所となっている。このような例は後述するニュージーランドの例がある。
また、国際的な温泉地の固定名称にもなったベルギーのスパは療養向けに発展した温泉地である。温泉街の規模が小さく、ホテルの個室内に療養用のバスタブが設けられており、日本の湯治向け温泉に雰囲気が似ている。だが、湯船に入るのは専ら療養目的であるので、日本のように“ゆったり浸って疲れを癒す”という概念は存在しない。
ハンガリーでは古代ローマ時代から公衆浴場が建設され、2000年近くに渡る温泉文化を持っている。ブダペストはチェスができる混浴（水着着用）のセーチェーニ温泉などの温泉が100箇所以上ある。また、温水湖であるヘーヴィーズ湖も存在する。
歴史的には、ヨーロッパの温泉はローマ帝国滅亡後いったん廃れるが、15世紀ころに活況を取り戻す。当時はドイツとイタリアの温泉が好まれたが、ヨーロッパの貴族や王族の社交場だったスイスのバーデンがもっとも人気の温泉地だった。16世紀には上流階級の温泉町逗留が始まり、ヨーロッパ各地に点在する温泉巡りも盛んになっていった。

#### フランス
ローマ帝国の支配により各地に温泉施設が造られた。地名にレ・バンと付く所は古くから発達した温泉地である。アンリ4世時代の1605年には温泉鉱泉監督官制度が始まっており、これがフランスにおける国家による最初の温泉政策となった。総監督には王の主治医が就き、弟子たちに各地の温泉を管理させた。貴族や王族による湯治が盛んになる一方、各温泉地には貧窮者用の無料の温泉療養設備も造られた。温泉地は1650年には60か所、1785年には100か所あり、源泉の数は1,000以上にのぼった。このうちいくつかの温泉地では君主や王族、あるいは有名人が訪れることで名声が高まり、それにともなって温泉地の整備も進んでいった。次第に療養者の数は増えていき、18世紀後半になるとホテルなど宿泊施設や病院が温泉地に建設されるようになった。1772年には王立医学委員会（のちの王立医学アカデミー）が設立され、温泉の総合的な調査と管理統制が行なわれた。
フランス革命後は、王政時代の監督官制度に代わって、温泉監督医制度が始まり、19世紀には保養と社交を兼ねた温泉地滞在が盛んになり、温泉地のリゾート化が進んだ。1806年には温泉地のギャンブルが正式に許可されてカジノが登場した。産業革命により、交通や温泉町の整備が進み、富裕層も増加したことから、19世紀後半には、大規模ホテルの建設、温泉ガイドの出版、温泉医の乱立、温泉開発投資ブーム、温泉地と組んだ広告宣伝の活発化など、温泉の観光化が急激に進んだ。また皇族の温泉地滞在も非常に盛んになり、温泉外交も頻繁に行なわれた。20世紀初頭には、公認源泉は約1,400、温泉リゾート地は130を数え、カジノやミネラル・ウォーターの販売は温泉地の大きな収入源となった。第二次大戦以降は、温泉療養が社会保障に組み込まれたことで、一気に大衆化した。
2000年代の資料では、公認源泉は約1,200、温泉地は約100か所ある。源泉は山岳地帯にあるため、主にピレネー、オーヴェルニュ、アルプス、ヴォージュなどに集中する。温泉地としては、エクス＝レ＝バン、エヴィアン＝レ＝バン、ダクス、ヴィシー、ヴィッテルといった有名地をはじめ、バニェール・ド・ビゴール、コートゥレ、リュション、アクス・レ・テルム、ル・モン・ドール、ラ・ブルブール、ロワイヤ、シャテル＝ギヨン、ネリス、プーグ・レ・バン、ディヴォーヌ、ユリナージュ、ブルボーヌ・レ・バン、プロンビエール・レ・バン、リュクスイユ、コントレクセヴィル、サラン・デュ・ジュラ、バニョール・ド・ロルヌ、フォルジュ・レゾー、サンタマン・レゾー、バラリュック、ラマル、エクサン・プロヴァンス、グレウーなど多数ある。

#### イタリア

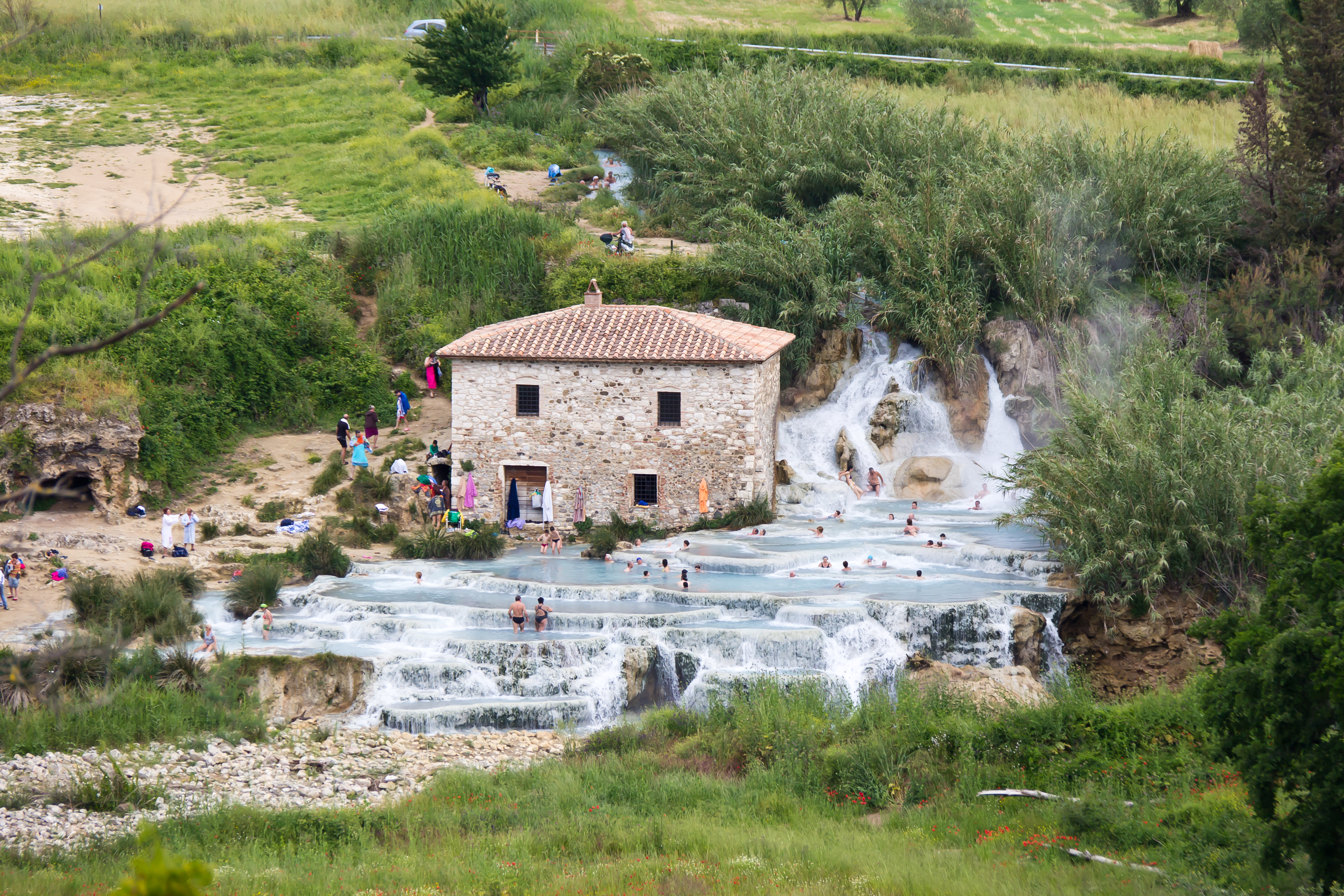
it:Terme di Saturnia

- it:Terme di Saturnia
- it:Terme di Montecatini

### ジョージア

トビリシのアバノツバニにある温泉。ドーム状の建物の内部に天然温泉がある。

ジョージアの首都・トビリシのアバノツバニ（ジョージア語で湯治街の意味）は有名な温泉街であり、トビリシの名前の由来となった。1829年にはロシアの詩人であるアレクサンドル・プーシキンもアバノツバニのオルベリアニ浴場 (Orbeliani Baths) を訪れている。

### アメリカ合衆国
アメリカ大陸には日本ほどではないが、アラスカ山脈やロッキー山脈など、一部の火山帯を中心に自然の温泉が点在する。その中でも特に著名なのはワイオミング州北西部（一部モンタナ州・アイダホ州にもまたがる）のイエローストーン国立公園で、園内には多数の温泉（源泉）や間欠泉が点在している。しかし、カリフォルニア州カリストガのように観光地化されている温泉地や、コロラド州グレンウッドスプリングスのように温泉水をプールとして利用しているといった、ごく一部の例外を除けば、ほとんどが大自然の露天風呂であり、開発はさほど進んでいない。
アメリカ合衆国において、温泉地として開発された最も有名な例としてはアーカンソー州ホットスプリングス市が挙げられる。同地の温泉は、1541年にスペイン人探検家エルナンド・デ・ソトが、原住民が古くから使用していた温泉を発見したのが始まりとされている。ここは湯量が豊富であり、合衆国の中では比較的湿度が高い地域ではあるが、西ヨーロッパと同様、基本的に「湯につかる」という習慣が無かったため、あくまで医療・療養目的として使用されるにとどまっており、市内に点在していたカジノやブティックなどのリゾート施設がリゾート地としての発展を後押しすることになった。また、療養温泉地としての性質から、第二次世界大戦時中には傷病者の治療・保健施設も設けられた。今日では年間300万人が訪れる全米随一の温泉リゾートとなっている。
東部においては、アパラチア山脈沿いに温泉地が点在している。東部は合衆国の中でも最も早くからヨーロッパ人の入植が進んだ土地であるだけに、ジョージ・ワシントンゆかりの温泉地であるウェストバージニア州のバークレースプリングスや、トーマス・ジェファーソンが訪れ、通ったとされるバージニア州のジェファーソン・プールズ、その近隣に立地し、多数の著名人が訪れた高級リゾートのホームステッドなど、長い歴史を持つ温泉地もある。

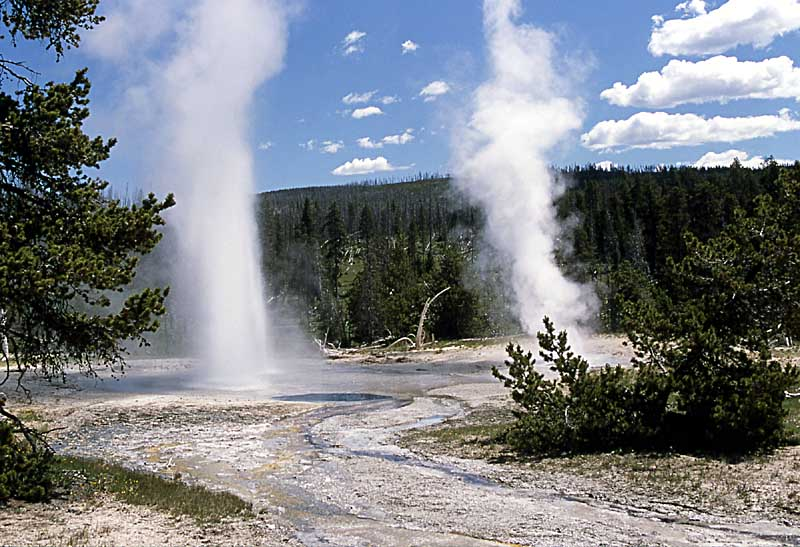
イエローストーン国立公園内の間欠泉
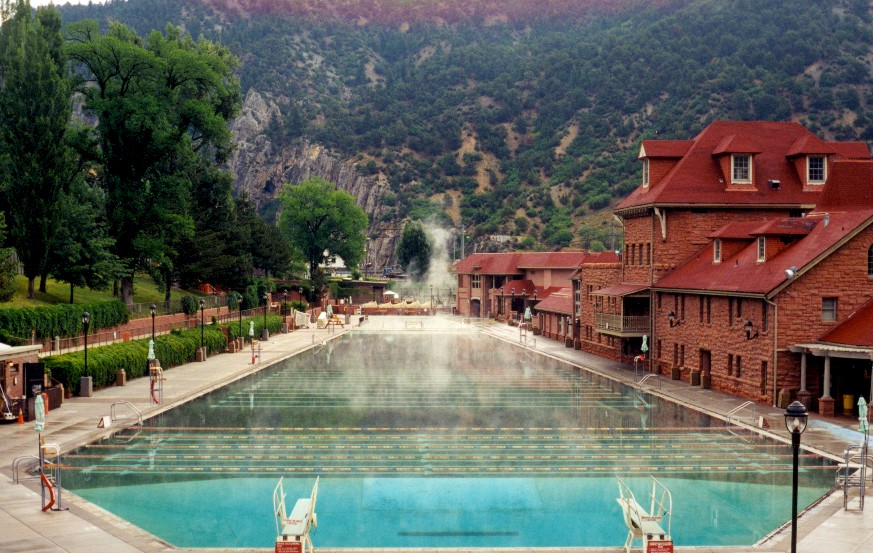
グレンウッドスプリングスの温泉プール
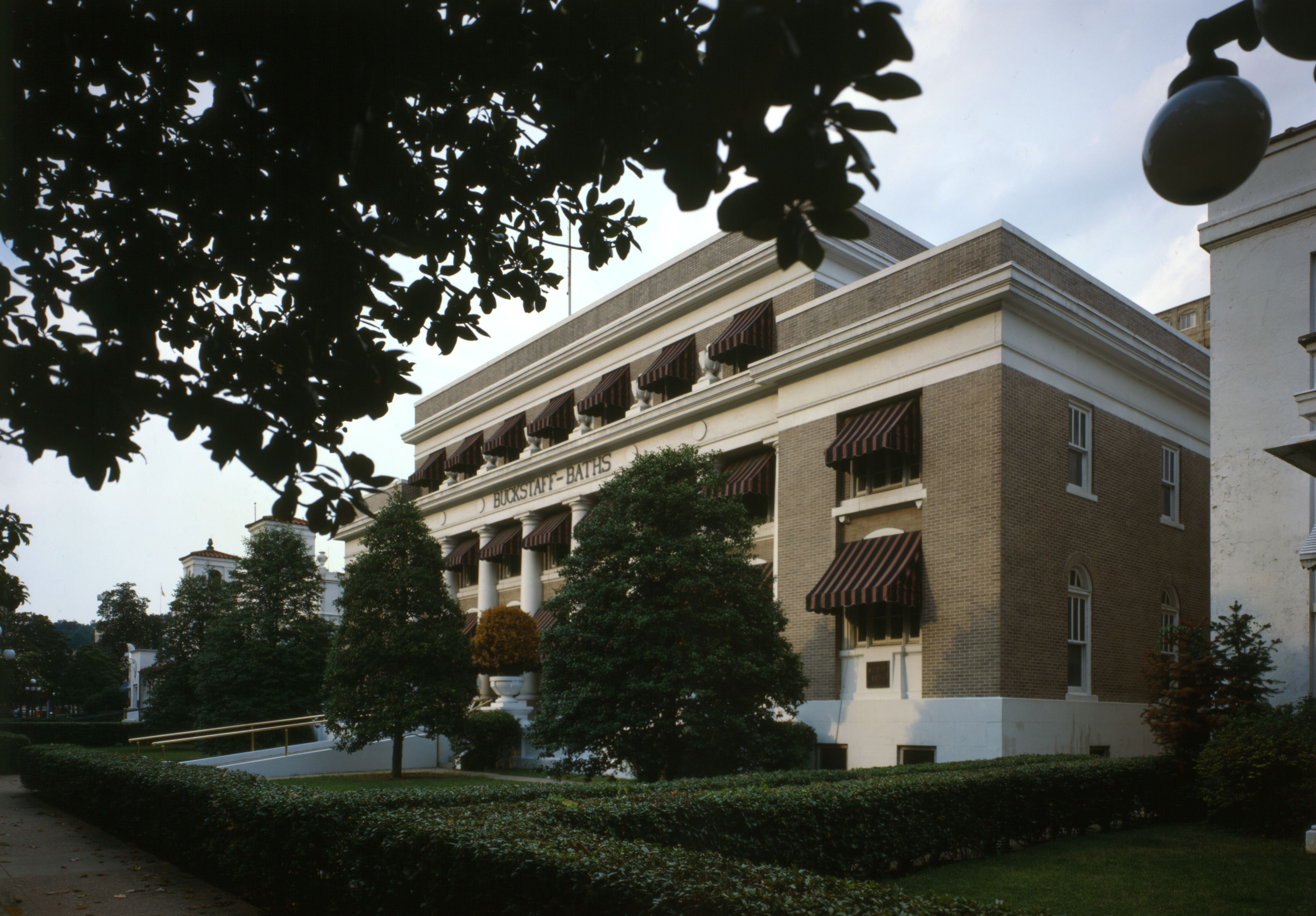
ホットスプリングスのバスハウス
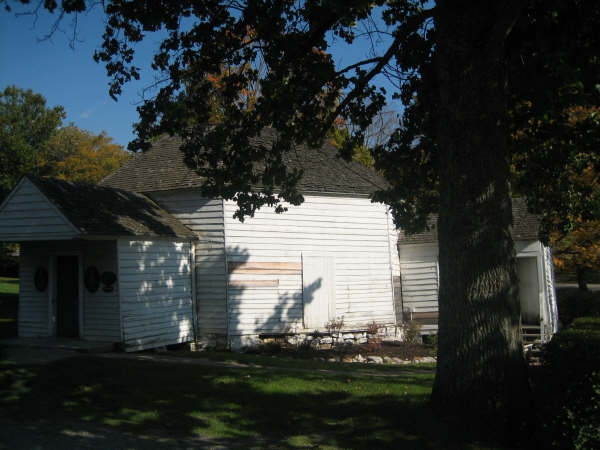
ジェファーソン・プールズ（男湯）

### アジア諸国
韓国および北朝鮮では日本に似た“浸かる”温泉文化が根付いており、日韓併合に伴い、日本人が朝鮮半島で温泉開発を行ったことに因るものである。いずれも火山が少ないが、高温が噴出する温泉が多く存在する。しかし、日本とは文化的な相違があり、初めて訪れる日本人はカルチャーショックを受けることがある（たとえば、入浴の際に何も持たない）。また、汗蒸と呼ばれる伝統的な蒸し風呂がある。
台湾における温泉の歴史の始まりは、北投で1894年にドイツ人のウォーリー（Quely）が温泉を発見したことだとされる。1896年には、その北投温泉に大阪出身の平田源吾が「天狗庵」と言う旅館を建設し、周辺にも陸軍の保養所などが建設される。これらは記録に残ったものであるが、温泉の効能が書かれた説明などには、知本温泉のように台湾の先住民が利用したと言う記述や伝聞も残されている。屏東県車城郷の四重渓温泉には、高松宮が夫婦で利用した浴槽が現在でも残されている。日本の統治時代に警察の保養所として建設された温泉旅館が、蔣介石の時代には「警光山荘」として台湾の警察に利用され、現在では一般人も利用できるようになっている。台湾の温泉は水着着用で利用するのが一般的だが、日本式の温泉を表す「日式」と書かれた温泉では、日本の温泉のように何も身に付けずに利用することを表す。一部の温泉では温泉卵を茹でる場所も用意されている。

### オセアニア
オセアニアで有名な温泉大国はニュージーランドで、国内には火山が多いために、温泉地も数多く存在する。原住民のマオリの人々も温泉の効能を知っており、温泉を療養に用いていたという。しかし、20世紀前半に国を挙げて豊富な温泉水に目を向け、滞在型の温泉リゾートを開発しようとしたが、日本ほど湿潤な気候でないことと、入植した白人には入浴という習慣が根付いていなかったため、さほど進展しなかった。今日、ニュージーランドの温泉はスポーツやエクササイズといった健康面で結びつき、あくまでスポーツやアウトドア後に汗を流すための保養施設として発展している。また、温泉水を利用した温泉プールは非常に人気があり、温泉地の主力施設となっている。

## 温泉記号・温泉マーク
地図記号としての「温泉記号」については、「温泉マーク」の項目を参照のこと。
文字としての温泉マークは、「♨」。温泉マークの文字参照による表記方法は、&#x2668;（&#9832;）である。